# Рокі-Маунт (Вірджинія)
Рокі-Маунт (англ. Rocky Mount) — місто (англ. town) в США, в окрузі Франклін штату Вірджинія. Населення — 4903 особи (2020).

## Географія
Рокі-Маунт розташоване за координатами 37°0′18″ пн. ш. 79°53′3″ зх. д. / 37.00500° пн. ш. 79.88417° зх. д. (37.004871, -79.884131).  За даними Бюро перепису населення США в 2010 році місто мало площу 17,79 км², з яких 17,72 км² — суходіл та 0,07 км² — водойми.

## Демографія
Згідно з переписом 2010 року, у місті мешкало 4799 осіб у 2046 домогосподарствах у складі 1191 родини. Густота населення становила 270 осіб/км².  Було 2249 помешкань (126/км²).
Расовий склад населення:
| - 74,3 % — білих - 19,0 % — чорних або афроамериканців - 1,3 % — азіатів - 0,4 % — корінних американців - 2,5 % — осіб інших рас |

До двох чи більше рас належало 2,4 %. Частка іспаномовних становила 4,8 % від усіх жителів.
За віковим діапазоном населення розподілялося таким чином: 20,8 % — особи молодші 18 років, 56,5 % — особи у віці 18—64 років, 22,7 % — особи у віці 65 років та старші. Медіана віку мешканця становила 43,7 року. На 100 осіб жіночої статі у місті припадало 86,0 чоловіків;  на 100 жінок у віці від 18 років та старших — 81,0 чоловіків також старших 18 років.
Середній дохід на одне домашнє господарство  становив 40 450 доларів США (медіана — 24 444), а середній дохід на одну сім'ю — 59 025 доларів (медіана — 47 303). За межею бідності перебувало 29,7 % осіб, у тому числі 52,3 % дітей у віці до 18 років та 30,4 % осіб у віці 65 років та старших.
Цивільне працевлаштоване населення становило 2045 осіб. Основні галузі зайнятості: освіта, охорона здоров'я та соціальна допомога — 22,6 %, виробництво — 18,8 %, мистецтво, розваги та відпочинок — 16,0 %.